# Коста Николов (опълченец, Ресен)
Вижте пояснителната страница за други личности с името Коста Николов.
Коста Николов (Николаев) е български опълченец (1877 – 1878) от Македония.

## Биография
Роден е в 1853 година в Ресен, по това време в Османската империя.
Постъпва в Българското опълчение на 1 май 1877 година. Служи в III дружина, IV рота. Участва във военните походи и боеве на дружината: в отбраната на прохода Шипка (август 1877), в зимното преминаване на Балкана и превземането на укрепения лагер Шейново на 28 декември 1877 година, в битката с башибозуците при Тича (16 януари 1878) и др. Отчислен е на 27 юни 1878 година. За участието си във войната е награден е с редица ордени и медали.
Обявен е за почетен гражданин на Габрово през 1923 година заедно с останалите живи по това време опълченци, известни на габровци.
След Освобождението остава в Княжество България. Към 1903 година живее в София. Работи като пощальон. Има съпруга Стефанка и 4 деца: Марийка, Костадинка, Димитър и Юрданка, при него е и майка му Ана. Въпреки бедността се стреми да даде добро образование на децата си. Синът му Димитър Костов в 1916 година постъпва във Военното училище, а дъщеря му Юрданка Костова учи в Първа девическа гимназия, а след това в Музикалното училище (1917).
Умира около 1930 година.